# Лоэн, Дагфинн
Да́гфинн Ло́эн (норв. Dagfinn Loen; род. 1968) — норвежский кёрлингист.

## Достижения
- Чемпионат мира по кёрлингу среди мужчин: бронза (1991).
- Чемпионат Европы по кёрлингу: золото (1993), серебро (1980, 1983, 1988, 1989), бронза (1984).

## Команды
| Сезон   | Четвёртый         | Третий               | Второй         | Первый            | Запасной                                 | Турниры                     |
| ------- | ----------------- | -------------------- | -------------- | ----------------- | ---------------------------------------- | --------------------------- |
| 1974–75 | Мортен Сёрум      | Bjørn Skutbergaveen  | Ханс Беккелунн | Дагфинн Лоэн      |                                          | ЧМЮ 1975 (4 место)          |
| 1977–78 | Шур Лоэн          | Мортен Сёгор         | Дагфинн Лоэн   | Roar Rise         |                                          | ЧЕ 1977 (5 место)           |
| 1980–81 | Кристиан Сёрум    | Эйгиль Рамсфьелл     | Гуннар Меланд  | Дагфинн Лоэн      |                                          | ЧЕ 1980 · ЧМ 1981 (4 место) |
| 1981–82 | Шур Лоэн          | Мортен Сёгор         | Мортен Скёуг   | Дагфинн Лоэн      | тренер: Кристиан Сёрум                   | ЧМ 1982 (5 место)           |
| 1983–84 | Кристиан Сёрум    | Мортен Сёгор         | Дагфинн Лоэн   | Мортен Скёуг      |                                          | ЧЕ 1983                     |
| 1984    | Кристиан Сёрум    | Мортен Сёгор         | Дагфинн Лоэн   | Мортен Скёуг      |                                          | ЧЕ 1984                     |
| 1984–85 | Кристиан Сёрум    | Мортен Сёгор         | Мортен Скёуг   | Дагфинн Лоэн      | Бо Бакке                                 | ЧМ 1985 (6 место)           |
| 1988–89 | Эйгиль Рамсфьелл  | Шур Лоэн             | Мортен Сёгор   | Дагфинн Лоэн      |                                          | ЧЕ 1988                     |
| 1989–90 | Эйгиль Рамсфьелл  | Дагфинн Лоэн         | Эспен де Ланге | Thoralf Hognestad | Бент Онунн Рамсфьелл                     | ЧЕ 1989                     |
| 1990–91 | Эйгиль Рамсфьелл  | Шур Лоэн             | Никлас Ярунд   | Мортен Скёуг      | Дагфинн Лоэн                             | ЧМ 1991                     |
| 1993–94 | Эйгиль Рамсфьелл  | Шур Лоэн             | Дагфинн Лоэн   | Никлас Ярунд      | Эспен де Ланге тренер: Thoralf Hognestad | ЧЕ 1993                     |
| 2011–12 | Эйгиль Рамсфьелл  | Шур Лоэн             | Мортен Сёгор   | Дагфинн Лоэн      | Стейн Меллемсетер                        | ЧМВ 2012 (4 место)          |
| 2021–22 | Флемминг Давангер | Бент Онунн Рамсфьелл | Эспен де Ланге | Morten Tveit      | Rob Wood, Дагфинн Лоэн                   | ЧНМ 2022 (13 место)         |

(скипы выделены полужирным шрифтом)